# Yōkan

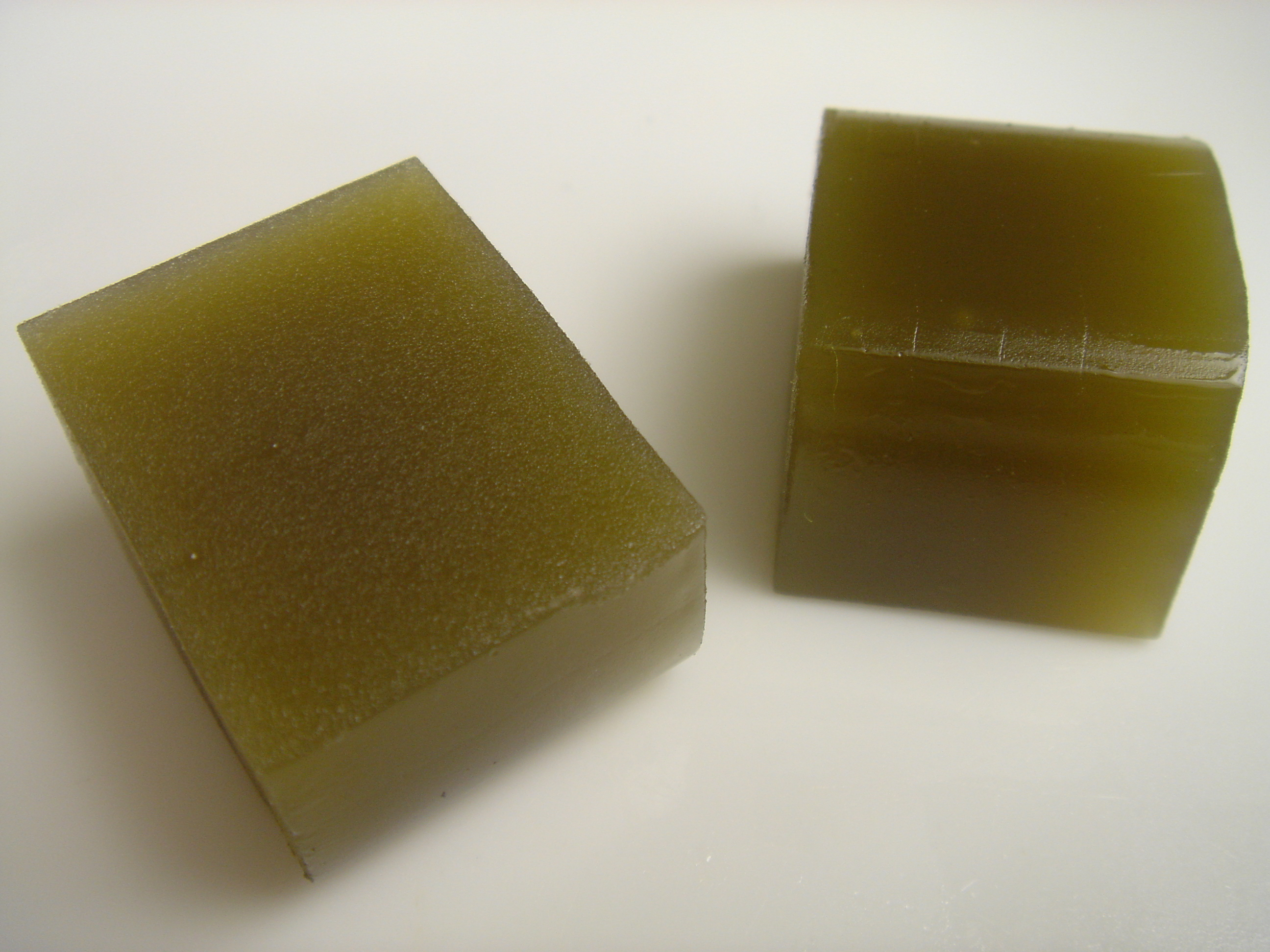
Khối yōkan trà xanh

Yōkan ( 羊羹 (Dương canh) Yōkan) là một món thạch tráng miệng Nhật Bản làm từ tương đậu đỏ, agar, và đường. Nó thường được bán dưới dạng các khối và được ăn bằng các lát. Có hai loại chính: neri yōkan và mizu yōkan. "Mizu" nghĩa là "nước", nghĩa là nó được làm với nhiều nước hơn bình thường. Mizu yōkan thường được bảo quản lạnh và ăn vào mùa hè.

## Các loại
Mặc dù yōkan được tìm thấy ở Nhật Bản và ở nước ngoài thường được làm từ tương đậu đỏ, yōkan làm từ tương đậu tây white kidney bean paste (しろあん, 白餡 shiro an) cũng tương đối phổ biến. Loại yōkan này có màu trắng đục và trong suốt với hương vị nhẹ nhàng hơn nhiều so với loại làm từ bột đậu đỏ. Như vậy, nó có thể được tạo hương và tạo màu hiệu quả bằng cách sử dụng bột trà xanh.
Yōkan cũng có thể chứa hạt dẻ cắt nhỏ, quả hồng, đậu azuki làm ngọt nguyên hạt, quả sung và khoai lang (imo yōkan), cùng với các chất bổ sung khác. Đường cũng có thể được thay thế bằng mật ong, đường nâu sẫm, hoặc mật đường để làm thay đổi hương vị của yōkan được tạo ra. Ngoài ra còn có shio yōkan, sử dụng một lượng nhỏ muối.

## Lịch sử
Ban đầu là một loại bánh kẹo hoặc món ăn nhẹ gelatin của Trung Quốc được làm từ gelatin có nguồn gốc từ cừu luộc; thuật ngữ này có nghĩa đen là "canh cừu" (羊 cừu + 羹 súp đặc). Do ảnh hưởng của đạo Phật, họ thay thế gelatin động vật bằng bột mì và đậu azuki. Agar được sử dụng sau khi nó được phát hiện vào khoảng năm 1658, ở Nhật Bản. Biến thể này trở thành cơ sở của yōkan hiện đại. Một trong những loại đồ ngọt phổ biến nhất của Nhật Bản, nó đã phát triển hơn nữa trong thời kỳ Edo khi đường trở nên phổ biến hơn. Nó có thể được lưu trữ trong thời gian dài mà không cần làm lạnh trừ khi mở ra, và là một món quà chủ yếu.